# 施瓦策拉伯河
施瓦策拉伯河（德语：Schwarze Laber），又意译作黑拉伯河，是德國的河流，位於巴伐利亞，屬於多瑙河的左支流，河道全長76公里，流經帕尔斯贝格、貝拉茨豪森和拉伯，河口處在多伊尔灵。
48°59′46″N 12°2′29″E / 48.99611°N 12.04139°E